# 朱自清
朱自清（1898年11月22日—1948年8月12日），原名自華，字佩弦，號實秋。生於江苏省连云港市东海县平明镇埠上村，籍贯浙江紹興，中華民國作家，以官話白話文的散文和新詩著稱，尤以散文背影、荷塘月色著名。曾任清華大學中國文學系主任。

## 生平
1898年11月22日，朱自清生於江蘇省東海縣。祖父朱則余，本姓余，是朱家的養子，官至東海縣承審。1901年，父親朱鴻鈞到高郵邵伯鎮做官，隨往，入讀私塾，啟蒙識字。1903年，六岁時，随父母定居扬州。朱自清在我是扬州人一文中回忆道：“我家是从先祖才到江苏东海做小官。东海就是海州，现在是陇海路的终点。我就生在海州……我对海州话还有亲热感，因为父亲的扬州话里夹着不少海州口音。”1908年，入雙忠祠初等小學，同時在夜塾學習國文。1912年，揚州鎮守使徐寳山成立揚州軍政分府，以革命名義斂財，朱家受迫捐出大半家財。1912年，轉入安徽旅揚公學高等小學。夏，考入江蘇省立第八中學。朱父對朱自清要求嚴格，這使朱自清和父親關係十分緊張。
1916年，畢業，考入國立北京大學預科。1917年，升大學部哲學系，奉父母之命與揚州名醫武威三的女兒武鍾謙結婚。家庭經濟困頓，為惕勵自己不隨流俗合汙，改名自清。同年，參與“平民教育講演團”和鄧中夏結交。1919年，五四運動時，與楊晦、江紹原、許德珩等人上街游行，並參加北京中等以上學校學生聯合會，做組織工作。開始寫作新詩，參加新潮社，處女作為睡吧，小小的人而後收錄於《雪朝》。五四運動時，朱自清也參與其中。1920年6月，從國立北京大學哲學系畢業後，返回杭州，任教於浙江省立第一師範。11月，文學研究會正式成立，其為早期會員之一。1921年10月10日，晨光社成立，朱自清和葉聖陶都是該社顧問。1922年初春，迫於家庭經濟，應浙江省立第六師範校長鄭鶴春之邀，到台州任教。因汪靜之介紹，結識馮雪峰與潘漠華。後與俞平伯、葉聖陶、劉延陵創辦《詩》月刊，為新詩運動以來最早的詩刊。1923年，開始寫作散文，處女作《槳聲燈影裡的秦淮河》一發表及獲好評，周作人曾讚譽為“白話美術文的模範”。3月，朱自清到温州，在温州中学任教。他所撰的《十中校歌》，至今传唱不绝，其中的名句“英奇匡国，作圣启蒙”成为温州中学校训。在温期间，朱自清还写有《温州的踪迹》散文四篇，其中的名篇绿描写仙岩梅雨潭迷人景致，长期作为范文收入中学语文教科书。1924年2月，到寧波浙江省立第四中學任教，同時到春暉中學兼課。出版詩和散文集《蹤跡》。在思想和藝術上呈現出一種純正樸實的新鮮作風。其中光明新年煤送韓伯畫往俄國羊群小艙中的現代等，熱切地追求光明，憧憬未來，有力地抨擊黑暗的世界，揭露血淚的人生，為初期新詩中難得的作品。
1925年，主編《我們的六月》出版，不久，便到清華學校任教（後改名國立清華大學），開始從事文學研究，創作方面則轉以散文為主。1928年，第一本散文集《背影》出版，集中所作，為個人真切的見聞和獨到的感受，以平淡樸素而又清新秀麗的優美文筆獨樹一幟。1929年，髮妻武鍾謙多年積勞成疾罹患肺病去世，年僅31歲。1930年8月，楊振聲任青島大學校長，朱自清代理中文系主任。
1931年8月22日，從北平啟程走陸路留學英國，在倫敦大學進修語言學和英國文學。1932年7月31日，回到上海，8月與陳竹隱女士結婚，並返回清華任教。1934年，《文學季刊》散文雜誌《太白》創刊，其為兩者之編輯人之一。1935年，編輯《〈中國新文學大系〉詩集》並撰寫《導言》。出版散文集《你我》，這一時期，朱自清散文情致雖稍遜於早期，但構思的精巧、態度的誠懇仍一如既往，文學的口語化則更為自然、洗練。1938年，到昆明，任國立北京大學、國立清華大學、私立南開大學合併的國立西南聯合大學中國文學系主任，當選為中華全國文藝界抗敵協會理事。在中華民國的抗日戰爭中，不顧生活清貧，以認真嚴謹的態度從事教學和文學研究，曾與葉聖陶合著《國文教學》等書。1946年，主編新生報《語言與文學》副刊。1948年6月18日，他在《抗議美國扶日政策並拒絕領取美援麵粉宣言》上簽字。8月12日因嚴重的十二指腸潰瘍死於北平醫院，終年49歲。:1498。
此外，需要澄清的是，人們之所以普遍認為朱自清死於飢餓，是因為毛澤東的文章《別了，司徒雷登》中的一段話：“我們中國人是有骨氣的。……聞一多拍案而起，橫眉怒對國民黨的手槍，寧可倒下去，不願屈服。朱自清一身重病，寧可餓死，不領美國的救濟糧。”這就是朱自清被“餓死”的出處。但這並非實情。朱自清死於嚴重的十二指腸潰瘍導致十二指腸穿孔，而並非死於飢餓。雖然當時朱自清的確是在《抗議美國扶日政策並拒絕領取美援麵粉宣言》上簽字，並拒領政府低價配額的美國麵粉，這也確實對朱自清的家庭經濟也有比較大的影響（此事每月須損失六百萬法幣，影響家中甚大），但是這並沒有到影響朱自清一家的正常開銷。在他晚年的日記上，並沒有苦於食物短缺的記載，即使是在被公認生活最困難的西南聯大時期，他還是經常會有飯局。不僅如此，日記中朱自清還寫下了諸如“飲牛乳，但甚痛苦”、“晚食過多”、“食欲佳，終因病患而克制”、“吃得太飽”、“食藕粉，即嘔吐”等話。而且，就在他離世前14天的1948年7月29日，也就是他在拒領美國“救濟糧”宣言上簽名後的第11天，他還在日記裡提醒自己：“仍貪食，需當心！”事實表明，朱自清一家當時是吃喝不愁的，但是因為嚴重的胃病，他不能多吃，卻忍不住吃多。貪食加劇了他的十二指腸潰瘍病情，最終導致十二指腸穿孔，醫治無效而辭世。

## 評價
朱自清以散文聞名，其中成就較高的是收錄於《背影》、《你我》諸集裡的背影、荷塘月色、溫州的蹤跡之二的綠等抒情散文。其中背影為朱自清創作的一篇散文，描述了在家庭遭變故的情況下，父親送別遠行兒子的經過。文章通過樸素真切的語言，表現了父親的一片愛子之心和兒子對父親的愧疚和懷念之情，是中國現代散文史上的名篇。朱自清的散文不僅以描寫見長，並且還在描寫中達到情景交融的藝術境界。他的寫景散文在現代文學的散文創作中佔有重要地位，他運用白話文描寫景致最具魅力。如綠中，就用比喻、對比等手法，細膩深切地畫出了梅雨潭瀑布的質和色，文字刻意求工，顯示出駕馭語言文字的高超技巧。這些文字在他辭世之前就產生了較大的影響，形成了獨特的清麗風格。
朱自清散文結構嚴謹，脈絡清晰，簡樸平實，平淡自然，簡練委婉含蓄，描寫細緻生動，細膩傳神，綺麗纖細，善用比喻，有時則過於精細。朱自清善於言情，情感真摯動人，清新雋永，用活的口語。他又善於借景抒情，情景交融，富有詩意，絢麗多彩，情調與音韻和諧。他曾經説過:我的興趣本在詩，現在是偏向宋詩;我是一個做散文的人，所以也熱愛散文化的詩。因此，在他的散文中，也流露出詩的美感。
朱自清早期作品，以擅長寫景、抒情見長，如槳聲燈影裏的秦淮河、背影、荷塘月色，也有些作品著重於社會現狀的批評。
李素伯說散文集《背影》給人以“芳香的迷醉”，郁达夫评价朱自清：“他的散文，能够贮满一种诗意。”而李广田评价：“他的作品一开始就建立了一种纯正朴实的新鲜作风。”

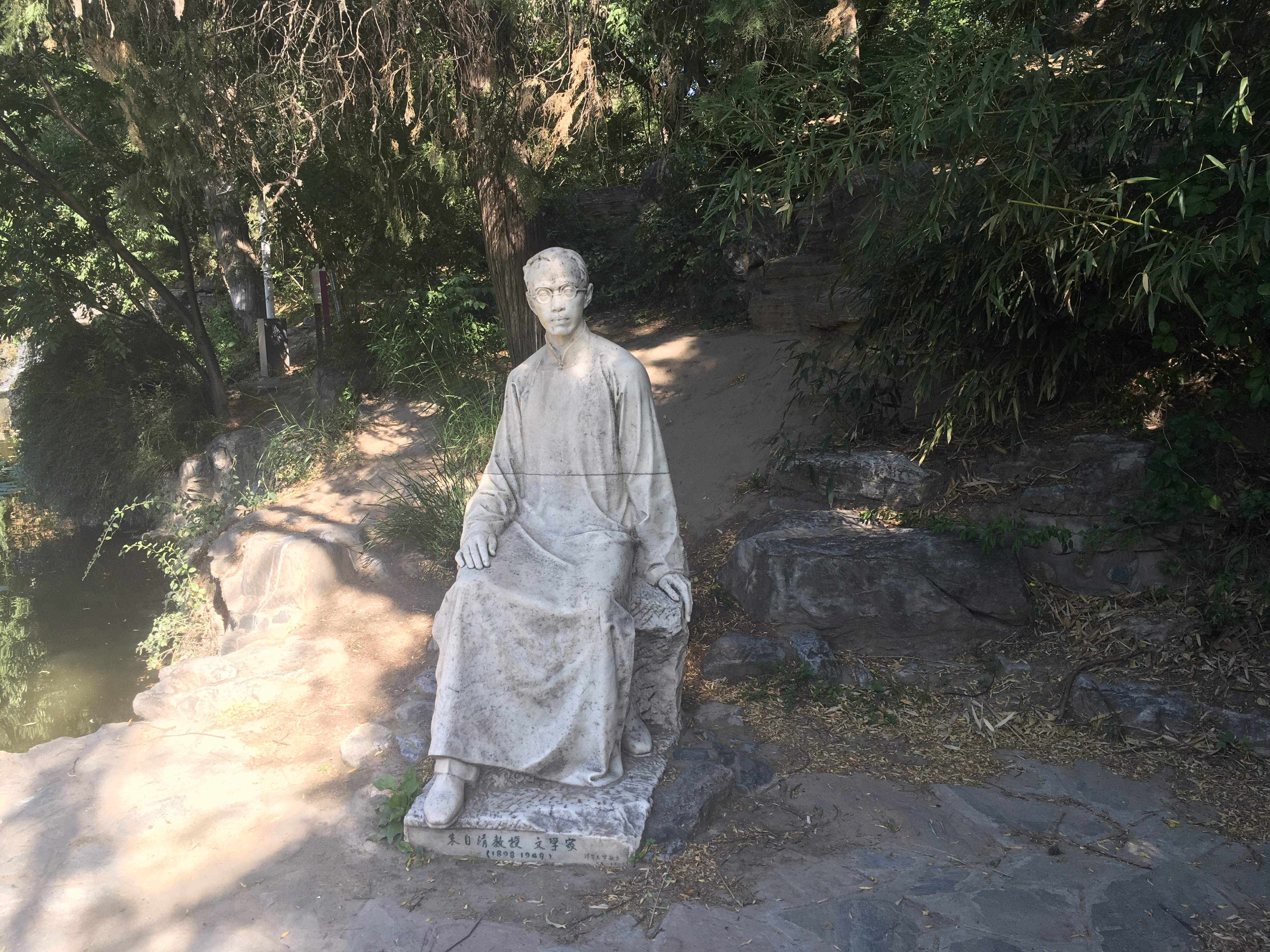
荷塘旁的朱自清像

然而，也有不少人評論他的文章詞藻部分。例如葉聖陶說荷塘月色、槳聲燈影裡的秦淮河、匆匆等文，“都有點做作，太過於注重修辭，不怎麼自然”。這幾篇散文“論文字，平穩清楚，找不出一點差池，可是總覺得缺少一個靈魂，一種口語裡所包含的生氣”。韓寒稱：“我從不覺得荷塘月色是哪門子好文章，為什麼編教材的置朱自清這麼多好文章不選偏選一篇堆砌詞藻華麗空洞的荷塘月色？”洛夫也認為：“既空洞而又濫情。”
旅美學人夏志清則認為荷塘月色這些文字“‘美’得化不開……讀了實在令人肉麻”，“其實朱自清五四時期的散文（背影可能是唯一的例外），讀後令人肉麻，那裡比得上琦君？”，“背影究竟不是韓愈的祭十二郎文，蘇軾的前赤壁賦這樣擲地有金石聲的好文章，用不著當它為中國散文的代表作來代代傳誦。”，至於匆匆、荷塘月色等名文則“文品太低，現在一般副刊上的散文（且不論名家的），調子都比匆匆高”，“即使最著名的背影，文中作者流淚的次數太多了……虧得胖父親上下月臺買橘子那段文字寫得好，否則全文實無感人之處。”。

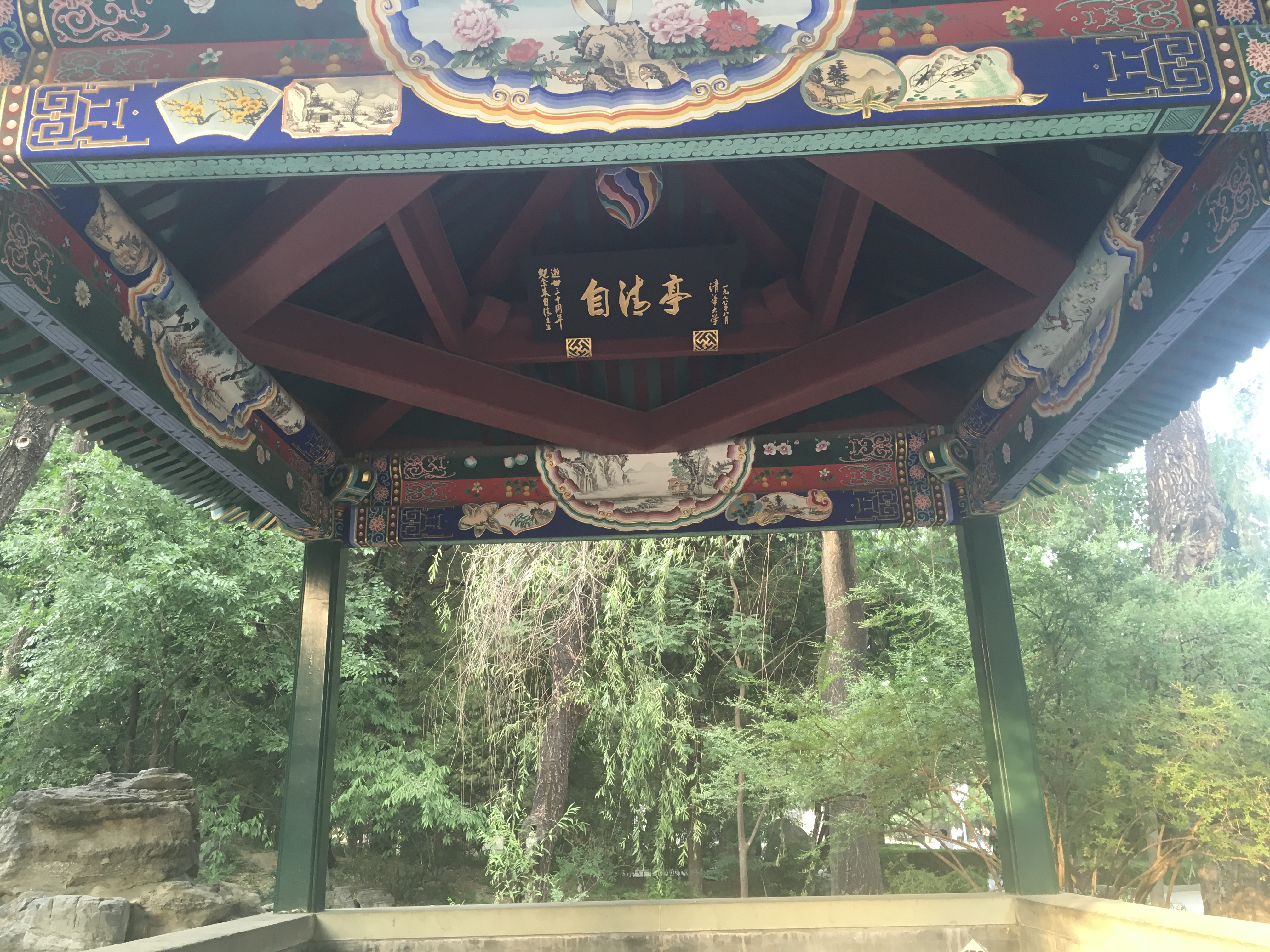
清華大學紀念朱自清的自清亭

余光中表示“他的句法變化少，有時嫌太俚俗繁瑣，且帶點歐化。他的譬喻過分明顯，形象的取材過分狹隘，至於感性，則仍停閨在農業時代，太軟大舊……用古文大家的水準和分量來衡最，朱自清還夠不上大師。置於近30年來新一代散文家之列，他的背影也已經不高大了，在散文藝術的各方面，都有新秀跨越了前賢。”
余光中表示“朱自清散文裡的意象，除了好用明喻而趨於淺顯外，還有一個特點，便是好用女性意象，像是荷塘月色的一、二句裡，便有兩個這樣的例子，這樣的女性意象實在不高明，往往還有反作用，會引起庸俗的聯想。＂舞女的裙＂一類的意象對今日讀者的想像，恐怕只有負效果了吧，尤其＂美人出浴＂的意象尤其糟，簡直令人聯想到月份牌、廣告畫之類的俗豔畫面，用喻草率，又不能發揮主題的含意，這樣的譬喻只是一種裝飾而已。”“在文字方面，大致來說，他的文字樸實清暢，不尚矜持，譽者已多，無須贅述，但是缺點亦復不少，敗筆在所難免。朱自清在白話文的創作上是一位純粹論者，他主張：「在寫白話文的時候，對於說話，不得不做一番洗鍊功夫......渣滓洗去了，鍊得比平常說話精粹了，然而還是說話(這就是說，一些字眼還是口頭的字眼，一些語調還是口頭的語調，不然，寫下來說不成其為白話文了)依據這種說話寫下來的，才是理想的白話文。」這是朱自清在《精讀指導舉隅》一書中評論<我所知道的康橋>時所發的一番議論。
中国大陆（人民教育出版社出版的教科书）曾先后收录绿、春、背影、荷塘月色于中小学的语文课本，并要求学生背诵部分段落。背影一文亦常年入選中華民國國立編譯館國文科教科書文選，當中許多片段學生皆能朗朗上口。

## 作品清單
| 作品     | 年份   | 類型                   |
| -------- | ------ | ---------------------- |
| 《雪朝》 | 1922年 | 文學研究會的成員的合集 |
| 《毀滅》 | 1923年 | 長詩                   |

### 短篇小说
| 作品         | 年份   | 類型               |
| ------------ | ------ | ------------------ |
| 《别》       | 1921年 | /                  |
| 《笑的歷史》 | 1923年 | 以妻子武鐘謙為原型 |

### 散文集
| 作品         | 年份   | 簡述                                                                                   |
| ------------ | ------ | -------------------------------------------------------------------------------------- |
| 《蹤跡》     | 1924年 | 朱自清首本詩與散文集                                                                   |
| 《背影》     | 1925年 | 共收錄十五篇，分甲乙兩輯，書前有自序，是對新文學運動以來小品文發展的情況及發達的原因。 |
| 《欧游杂记》 | 1934年 | 紀錄一九三二年五六月歐遊時的遊蹤。                                                     |
| 《伦敦杂记》 | 1943年 | 是歐遊期間，在英國七個月的所見所聞。                                                   |
| 《你我》     | 1936年 | 包含各式各樣的雜文集，共收錄二十九篇，分甲乙兩輯。                                     |

### 散文
| 作品 | 年份           | 簡述 |
| ---- | -------------- | ---- |
| 匆匆 | 1922年         | /    |
| 春   | 1928年至1937年 | /    |

### 語文
| 作品           | 年份   | 類型                                 |
| -------------- | ------ | ------------------------------------ |
| 《新詩雜話》   | 1947年 | 共收錄十五篇討論新詩的文字。         |
| 《經典常談》   | 1946年 | 通俗化的學術論著，共計十三個篇章。   |
| 《詩言志辨》   | 1947年 | 分“詩言志、比興、詩教、正變”四部分。 |
| 《標準和尺度》 | 1948年 | 雜文集，收錄二十二篇。               |
| 《語文零拾》   | 1948年 | 包括譯文 書評 書序 筆記等。          |
| 《論雅俗共賞》 | 1948年 | 共收錄文藝論文十四篇。               |
| 《書評與議文》 | /      | /                                    |

### 學術著作
| 作品             | 年份 | 類型 |
| ---------------- | ---- | ---- |
| 《古逸歌謠集說》 | /    | /    |
| 《詩名著箋》     | /    | /    |
| 《古詩十九首釋》 | /    | /    |
| 《十四家詩鈔》   | /    | /    |
| 《宋五家詩鈔》   | /    | /    |

### 歌词
《温州中学校歌》。其中歌词“英奇匡国，作圣启蒙”现为浙江省温州中学校训。

## 家庭
- 弟弟朱物華：著名無線電學家
- 長子朱迈先：加入中國共產黨，參與國共內戰策動桂林國軍投共，在1951年鎮反運動被處決
- 次子朱閏生
- 三子朱喬森
- 四子朱思俞
- 長女朱採芷
- 次女朱逖先
- 三女朱傚武
- 四女朱蓉雋

## 畫像
- 朱自清 / 江啟明 (Kong Kai Ming)  （页面存档备份，存于）  Portrait Gallery of Chinese Writers (Hong Kong Baptist University Library 香港浸會大學圖書館)